# Тимурташ
Тимурташ (Тимур-Таш) (перс. ﺗﻴﻤﻮﺭ ﺗﺎﺵ; бл. 1298 — 12 серпня 1328) — державний та військовий діяч Держави Хулагуїдів.

## Життєпис
Походив з монгольського племені сулдус племенного союзу тайджиутів. Належав до роду Чілауна, який був одним із чотирьох великих сподвижників Чингісхана. Син впливового полководця Чобана від його першої дружини. Народився близько 1298 року. Протягом 1310-х років Чобан накопичив значну владу. Вперше згадується з приводу проведення урочистого полювання, організованогоо ільханом Олджейту в 1313 році, де брав участь разом зіншими членами родини. До 1314 року Тимурташ мешкав з батьком у Султанії.
1314 року був призначений наїбом (намісником) Діярбакіра. Його заступником був Сінанеддін Аріз (або Сейфеддін Разі), а його візиром — збирачем податків і мит був Джалал ад-Дін, син Рашида ад-Діна Гамадані. Тоді ж допоміг султану Килич-Арслана V відновитися на троні. 1317 року призначається наїбом Рума. Фактично став володарем Анатолії. 1318 року не дозволив синові померлого Килич-Арслана V — Ала ад-Діну Кей-Кубаду посісти трон. Цим остаточно й офіційно ліквідовано Румський султанат.
1319 року брав участь у придушенні Іринджіна проти ільхана Абу-Саїда Багадура. Після цього знову підтверджений на посаді наїюом, а також отримав титул нойона. Тимурташ став надвпевненим у своїй владі, таємно вступив у союз з мамлюцьким султаном Мухаммад I ан-Насіром.
Йому вдалося відняти Конью в 1320 році у Караманідів. 1321 року відправив військо для підтримки регента Ошина II. Невдовзі спільно з мамлюком виступив проти кілікійського царя Левона V. Також розграбував християнські центри Кайсері та Ерзурум, змусивши жителів прийняти іслам.
У грудні 1322 року відкрито виступив проти ільхана, оголосивши себе махді та прийняв титули сахіб-аз заман («Господар ери») і шах-і іслам (володар ісламу), ставши карбувати монети. Тимурташ заборонив алкогольні напої та офіційно уклав союз з Мухаммад I ан-Насіром. У відповідь Чобан власноруч виступив проти Тимурташа, якого переконав здатися та стратив головного кадія Наджма ад-Діна Ташті та еміра Суркаджі як підбурювачів повстання. Потім він домігся помилування Тимурташа і навіть відновив його на посаді наїба Рума.
Негайно за цим Тимурташ здійснив похід на анатолійські бейліки, захопив Бейшехір — столицю Ешрефідів, стративши Сулейман-бея II, втопивши в озері Бейшехір 9 жовтня 1326 року, а володіння приєднав до наїбства. Пізніше він виступив проти Дюндара, бея Хамідогуллари, якого переміг, схопив та стратив. Потім змусив беліки Тургутідів, Герміянів і Таджеддін визнати свою владу. У серпні 1327 року відправив Еретну, вождя ойратів, проти Насір-уд Дін Ахмеда, бея Сагіб-Атаогуллари. Монголи захопили Карахісар, а бей утік до Герміана. За словами Фарука Шюмера, Тимурташ стратив принаймні 9 беїв Сельджукидів.
24 серпня 1327 року Тимурташ, довідавшись про страту брата Димішк-ходжи, рушив на Сівас. Але невдовзі довідався про невдачі походу свого батька Чобан, який рухався на столицю з боку Хорасану. Спочатку мав намір підкоритися ільхану, але 22 грудня 1327 року виїхав до Ларенде, а потім до Єгипту, залишивши Еретну. щоб його швагером, замість себе.
У Бесні 10 грудня 1328 року його прийняв Танкіз, валі Дамаску. 21 січня в Каїрі його тепло прийняв султан Мухаммад I ан-Насір, йому навіть запропонували посаду валі Александрії. У лютому до нього приєднався його стриєчний брат Шахіншах. Через кілька днів після цього прибули посланці Абу-Саїда Багадура, вимагаючи його видати, у чому султан відмовив. Але зростаючий вплив і зарозумілість Тимурташа швидко послабили його становище. Він був заарештований 19 червня 1328 року та ув'язнений у Бурдж ас-Сабаа (Левовій вежі). За цим Тимурташа було вирішено обміняти на мамлюцького зрадника Кара Сонкура. 12 серпня 1328 року Тимурташа було страчено за наказом султана, його голову було відправлено ільхану, а його тіло було поховано в Місті Мертвих.